# الخاندرو وییانوئبا
الخاندرو وییانوئبا (اسپانیایی: Alejandro Villanueva‎؛ ۴ ژوئن ۱۹۰۸ – ۱۱ آوریل ۱۹۴۴) یک بازیکن فوتبال اهل پرو بود.

## تیم ملی
وی همچنین در تیم ملی فوتبال پرو بازی کرده است.